# Wangford with Henham
Wangford with Henham est une paroisse civile du Suffolk, en Angleterre.